# Mason (nome)
Mason  è un nome proprio di persona inglese maschile.

## Varianti
- Maschili: Mayson[1]

## Origine e diffusione

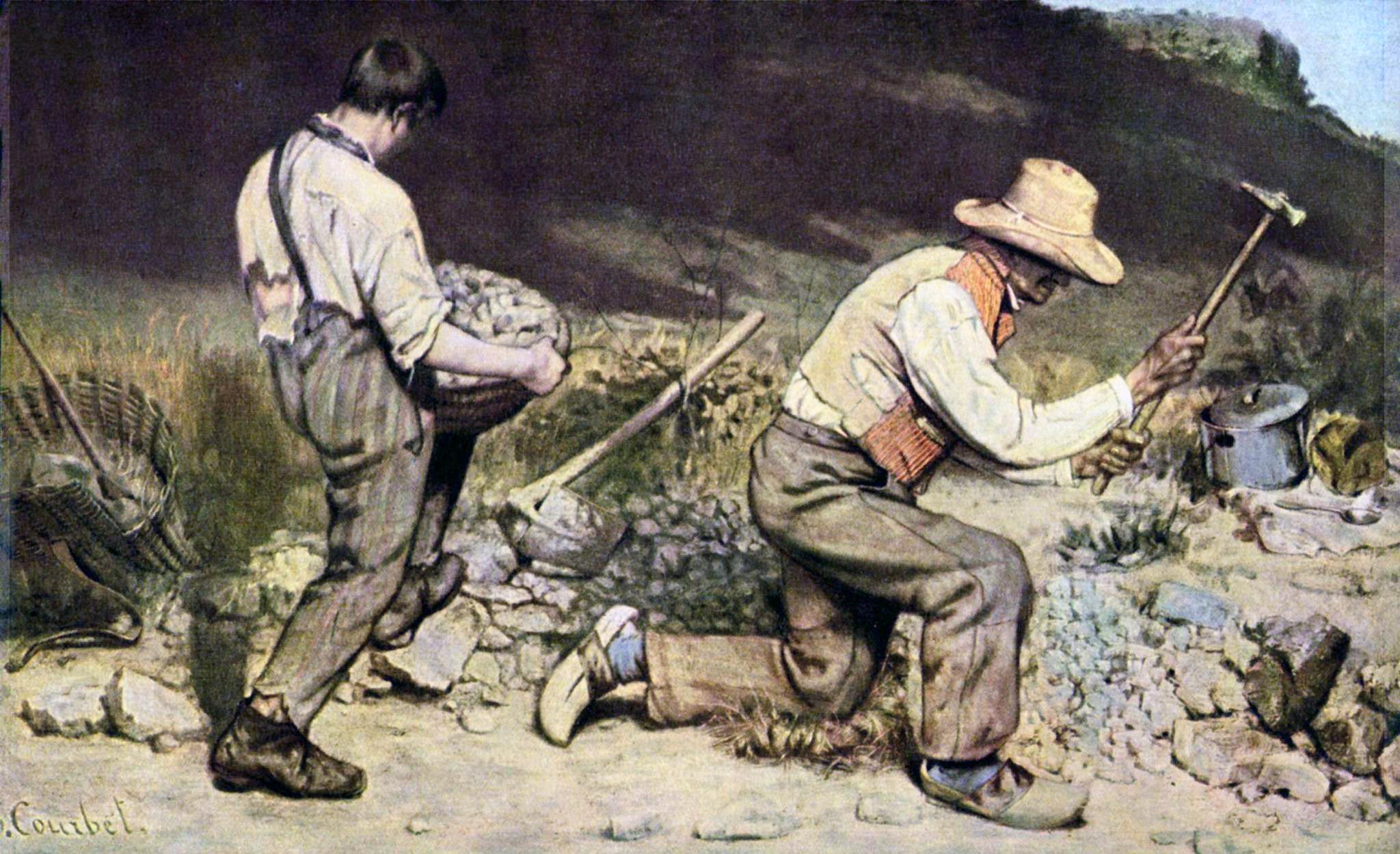
Gli spaccapietre, di Gustave Courbet

Riprende il cognome inglese Mason, di origine occupazionale, avente il significato di "lavoratore della pietra"; etimologicamente si rifà al termine francese antico masson, maçon, di derivazione germanica, dalla stessa radice da cui deriva il verbo inglese make, "fare".
Negli ultimi anni è aumentato notevolmente di popolarità negli Stati Uniti, arrivando ad aggiudicarsi il secondo posto fra i nomi maschili più usati nel 2011 e nel 2012.

## Onomastico
Essendo un nome adespota, ovvero non portato da alcun santo, l'onomastico può essere pertanto festeggiato il 1º novembre, giorno di Ognissanti.

## Persone
- Mason Crosby, giocatore di football americano statunitense
- Mason Foster, giocatore di football americano statunitense
- Mason Gamble, attore statunitense
- Mason Mount,  calciatore inglese
- Mason Plumlee, cestista statunitense
- Mason Ramsey, cantante statunitense

## Il nome nelle arti
- Mason Dixon è un personaggio della serie cinematografica di Rocky.